# Domein Heiken
Het Domein Heiken is een kasteeldomein in de Vlaams-Brabantse plaats Haacht, gelegen aan de Wespelaarsesteenweg 85, waar heden het administratief centrum van de gemeente (Den Breughel) is gevestigd. Het domein wordt tegenwoordig park Den Breughel genoemd.

## Geschiedenis
Omstreeks 1600 bevond zich hier een uitspanning aan de heerbaan van Leuven naar Lier. In de nabijheid lagen turfputten die later tot vijver werden omgevormd. In 1648 werd het domein aangekocht door orgelbouwer Hans Goltfuss. In 1736 kwam het aan Willem Claes die meester-beenhouwer was en lid van één der Leuvense patriciërsgeslachten. Het werd een buitenhuis. Vervolgens kwam het aan Michel Eugenius Claes en deze kocht vele goederen die door het Franse regime openbaar werden verkocht zoals de Sint-Geertrui-abdij te Leuven. In 1815 werd het buitenhuis verbouwd in laat-classicistische stijl. Vanaf 1864 werd het huis permanent bewoond.
In 1937 werd het goed omschreven als: Een buitengoed, begrijpende kasteel, met afhankelijkheden oranjerie, paardenstal, fazantenkwekerij, vogelhok, serren, hof, weide, vijvers en hofgrachten alsmede een hovenierswoning met afhankelijkheden.
In 1957 werd het gekocht door Julien Cloetens die het huis ombouwde tot restaurant: het Breugels Gasthof. In 1977 kwam de administratie van de nieuw gevormde fusiegemeente Haacht in het gebouw hetgeen opnieuw leidde tot verbouwingen en herinrichtingen van het omringende park. In 2014 werd het park vernieuwd.